# Channa bleheri
Channa bleheri es una especie de pez del género Channa, familia Channidae. Fue descrita científicamente por Vierke en 1991.
Se distribuye por Asia: India. La longitud estándar (SL) es de 13,5 centímetros. Especie bentopelágica que habita en aguas dulces.
Está clasificada como una especie marina inofensiva para el ser humano.